# Russell Streiner
Russell Streiner, a veces acreditado también como Russ Streiner y Russell W. Streiner, es un productor y actor de cine estadounidense nacido el 6 de febrero de 1940. Es el hermano mayor del actor / productor Gary Streiner.